# Милан Гајић (фудбалер, 1996)
Милан Гајић (Вуковар, 28. јануар 1996) српски је фудбалер који наступа за ЦСКА из Москве.

## Клупска каријера
Гајић је рођен у Вуковару а одрастао је у Панчеву. Поникао је у Динаму из Панчева одакле је још у млађим категоријама прешао у ОФК Београд. За први тим клуба са Карабурме је дебитовао у сезони 2013/14. и одиграо 22 меча у првенства уз два постигнута гола. У наредној сезони је одиграо 24 меча у првенству и постигао такође два гола. 
У јулу 2015. године прелази у француски Бордо. За три и по године у овом клубу је променио петорицу тренера, а најбоље је играо код Вилија Сањола у првој сезони. Сањол је одмах пружио прилику младом Србину. Гајић је у дебитантској сезони уписао 12 мечева у свим такмичењима, девет у Лиги 1, али је у другом делу сезоне провео три месеца ван терена због повреде. У другој сезони је добио шансу и код тренера Гувернека, играо на 14 првенствених мечева и још седам у куп такмичењима, али је пред крај сезоне изгубио место у тиму.
Сезону 2017/18. је почео као резерва, имао и повреду рамена, уписао четири меча у Лиги 1 као стартер, а онда је на полусезони изгубио место и на клупи када је дошао Густаво Појет. Уругвајац није пружао шансу Гајићу, а ништа се није променило ни после смене Појета и доласка Ерика Бедуеа. Гајић је у првом делу сезоне 2018/19. одиграо само две утакмице за Бордо. Једну у првом колу првенства и једну у квалификацијама за Лигу Европе. У већини мечева није био ни на клупи, само четири пута је добио статус резервисте. Гајић је за Бордо одиграо укупно 40 утакмица у свим такмичењима.
У фебруару 2019. године потписује троипогодишњи уговор са Црвеном звездом. Од јуна 2022. године је прешао у московски ЦСКА.

## Репрезентативна каријера
Наступао је за селекције репрезентације Србије до 17 и до 19 година. Са репрезентацијом Србије до 20 године постао је првак света на првенству на Новом Зеланду 2015. године.
У мају 2017 године, селектор репрезентације Србије до 21. године Ненад Лалатовић је уврстио Гајића на коначни списак играча за Европско првенство 2017. године у Пољској. Србија је такмичење завршила већ у групној фази након што је из три меча имала два пораза и један нерешен резултат. Гајић је у првој утакмици против Португала (0:2) играо свих 90. минута, док је у другој утакмици против Македоније (2:2) изашао на полувремену због повреде. У последњем мечу против Шпаније (0:1) није играо због повреде. Две године касније Гајић је добио поново прилику да игра на ЕП за младе, након што га је селектор Горан Ђоровић уврстио на коначни списак играча за Европско првенство 2019. године у Италији и Сан Марину. Србија је поново завршила такмичење већ у групној фази, овога пута са три пораза из три утакмице. Гајић је у прве две утакмице против Аустрије и Немачке као стартер одиграо свих 90. минута, док је трећу утакмицу против Данске пропустио због повреде. У марту 2021. добио је позив селектора Фудбалске репрезентације Србије, Драгана Стојковића за утакмице квалификација за Светско првенство у Катару 2022.

## Статистика

### Клупска
Ажурирано 21. септембра 2022.
| Клуб          | Сезона   | Лига                   | Лига    | Лига   | Национални куп | Национални куп | Лига куп | Лига куп | Европа  | Европа | Остало  | Остало | Укупно  | Укупно |
| Клуб          | Сезона   | Дивизија               | Наступа | Голова | Наступа        | Голова         | Наступа  | Голова   | Наступа | Голова | Наступа | Голова | Наступа | Голова |
| ------------- | -------- | ---------------------- | ------- | ------ | -------------- | -------------- | -------- | -------- | ------- | ------ | ------- | ------ | ------- | ------ |
|               |          |                        |         |        |                |                |          |          |         |        |         |        |         |        |
| ОФК Београд   | 2013/14. | Суперлига Србије       | 22      | 2      | 5              | 1              | —        | —        | —       | —      | —       | —      | 27      | 3      |
| ОФК Београд   | 2014/15. | Суперлига Србије       | 24      | 2      | 1              | 0              | —        | —        | —       | —      | —       | —      | 25      | 2      |
| ОФК Београд   | 2015/16. | Суперлига Србије       | 0       | 0      | —              | —              | —        | —        | —       | —      | —       | —      | 0       | 0      |
| ОФК Београд   | Укупно   | Укупно                 | 46      | 4      | 6              | 1              | —        | —        | —       | —      | —       | —      | 52      | 5      |
|               |          |                        |         |        |                |                |          |          |         |        |         |        |         |        |
| Бордо II      | 2015/16. | Четврта лига Француске | 4       | 0      | —              | —              | —        | —        | —       | —      | —       | —      | 4       | 0      |
| Бордо II      | 2016/17. | Пета лига Француске    | 1       | 0      | —              | —              | —        | —        | —       | —      | —       | —      | 1       | 0      |
| Бордо II      | 2017/18. | Пета лига Француске    | 1       | 0      | —              | —              | —        | —        | —       | —      | —       | —      | 1       | 0      |
| Бордо II      | Укупно   | Укупно                 | 6       | 0      | —              | —              | —        | —        | —       | —      | —       | —      | 6       | 0      |
|               |          |                        |         |        |                |                |          |          |         |        |         |        |         |        |
| Бордо         | 2015/16. | Лига 1                 | 9       | 1      | 0              | 0              | 0        | 0        | 3       | 0      | —       | —      | 12      | 1      |
| Бордо         | 2016/17. | Лига 1                 | 14      | 0      | 4              | 0              | 3        | 0        | —       | —      | —       | —      | 21      | 0      |
| Бордо         | 2017/18. | Лига 1                 | 4       | 0      | 0              | 0              | 0        | 0        | 1       | 0      | —       | —      | 5       | 0      |
| Бордо         | 2018/19. | Лига 1                 | 1       | 0      | 0              | 0              | 0        | 0        | 1       | 0      | —       | —      | 2       | 0      |
| Бордо         | Укупно   | Укупно                 | 28      | 1      | 4              | 0              | 3        | 0        | 5       | 0      | —       | —      | 40      | 1      |
|               |          |                        |         |        |                |                |          |          |         |        |         |        |         |        |
| Црвена звезда | 2018/19. | Суперлига Србије       | 11      | 1      | 1              | 0              | —        | —        | —       | —      | —       | —      | 12      | 1      |
| Црвена звезда | 2019/20. | Суперлига Србије       | 15      | 1      | 1              | 0              | —        | —        | 0       | 0      | —       | —      | 16      | 1      |
| Црвена звезда | 2020/21. | Суперлига Србије       | 35      | 2      | 3              | 0              | —        | —        | 11      | 1      | —       | —      | 49      | 3      |
| Црвена звезда | 2021/22. | Суперлига Србије       | 31      | 1      | 4              | 0              | —        | —        | 8       | 0      | —       | —      | 43      | 1      |
| Црвена звезда | Укупно   | Укупно                 | 92      | 5      | 9              | 0              | —        | —        | 19      | 1      | —       | —      | 120     | 6      |
|               |          |                        |         |        |                |                |          |          |         |        |         |        |         |        |
| ЦСКА Москва   | 2022/23. | Премијер лига Русије   | 10      | 0      | 2              | 1              | —        | —        | —       | —      | —       | —      | 12      | 1      |
|               |          |                        |         |        |                |                |          |          |         |        |         |        |         |        |
| Каријера      | Каријера | Каријера               | 182     | 10     | 21             | 2              | 3        | 0        | 24      | 1      | —       | —      | 230     | 13     |
|               |          |                        |         |        |                |                |          |          |         |        |         |        |         |        |

### Репрезентативна
Ажурирано 20. септембра 2021.
| Србија | Србија  | Србија |
| Године | Наступа | Голова |
| ------ | ------- | ------ |
| 2021.  | 1       | 0      |
| Укупно | 1       | 0      |

## Трофеји, награде и признања
Црвена звезда
- Суперлига Србије (4): 2018/19, 2019/20, 2020/21,[49] 2021/22.[50]
- Куп Србије (2): 2020/21,[51] 2021/22.[52]

ЦСКА Москва
- Куп Русије (1) : 2022/23.[53]